# Журнал
Журнал (фр. journal, лат. diurnus – „дневни, свакидашњи“) је периодична публикација која излази сваког дана или у правилним временским интервалима: седмично, месечно, квартално.
Појава журнала потиче из старог Рима, када је 59. године п. н. е. Гај Јулије Цезар основао дневне списе (acta diurna) или градске списе (acta urbis). Дневни списи су представљали дрвену таблу окречену у бело на којој су црним словима писане вести из политичког и јавног живота, одлуке Сената и скупштине и приватне вести из живота царске породице.
Данас журнал не подразумева само политички лист него и модни часопис, илустровану ревију или лист који се бави одређеном тематиком. Први такви журнали су Записане вести (Notiyie scritte) које су излазиле средином 16. века у Венецији и обавештавале су о току рата са Турском. У Италији тог периода реч газета (gazetta), што означава ситан новац којим су куповане те новине, почиње да се користи као синоним за журнал. У осталим зељама Европе први журнали се јављају крајем 16. и почетком 17. века, English Mercury у Енглеској, Postreuter у Немачкој и Mercure français у Француској.
Први српски журнали излазили су у Бечу: Сербскија новини (1791–1792), Славено-сербскија вједомости (1792–1794) и Новине сербске из царствујушчег града Виене (1813–1822). Први лист са илустрацијама код нас је Сербски народни лист, а излазио је од 1835. до 1848. године.